# Moon Eui-Jae
Moon Eui-Jae, född den 10 februari 1975, är en sydkoreansk brottare som tog OS-silver i welterviktsbrottning i fristilsklassen 2000 i Sydney och på nytt i samma viktklass 2004 i Aten. . 